# Mario Vicente
Mario Vicente (Mendoza, 25 de julio de 1921-7 de enero de 1985) fue un pintor, grabador, muralista y diseñador argentino.También fue docente y gestor cultural. Contribuyó al desarrollo del campo artístico de la Provincia de Mendoza entre las décadas de 1930 y 1980.
Su desempeño puede dividirse en distintos momentos acorde con las ideas estéticas y las prácticas artísticas que lo caracterizaron. Se puede marcar tres etapas bien definidas en su carrera profesional, la primera es la etapa "de formación", la segunda es la "de participación pública" y la tercera es la "de auto-alejamiento del ámbito artístico público".

## Primeros años
Mario Vicente nació en el seno de una familia humilde, el 25 de julio de 1921 en la ciudad de Mendoza, capital de la provincia homónima en la República Argentina. Fueron sus padres Antonio Vicente y Delfina Senín. Fue el tercer hijo de ocho hermanos (Delfina, Antonio, Mario, Elena, Inés, Rosa, Blanca y María Edith), todos ellos tercera generación descendiente de inmigrantes españoles radicados en nuestro país. Su abuelo, Cayetano Vicente, había llegado a la Argentina junto a su esposa Josefina Riofrío, desde Valencia, España, en la década del ’80 del siglo XIX.
Tuvo una infancia difícil marcada por las carencias económicas. Realizó estudios primarios y luego ingresó en la Academia Provincial de Bellas Artes prestigiosa Institución con una larga historia de la que egresó con el título de Profesor de Decoración, Dibujo y Grabado. Fueron sus profesores en la Academia Provincial Roberto Azzoni, Antonio Bravo, Fidel de Lucia, Vicente Lahir Estrella y Roberto Cascarini.

## Etapa de formación: Mario Vicente pintor
Esta primera etapa, que Sonia Vicente, en el artículo citado, ha denominado como “de formación” se extiende aproximadamente por unos quince años, entre 1930 y 1945, período en que Mario Vicente fue estudiante en la Academia Provincial de Bellas Artes, y realizó sus primeras incursiones en el ámbito artístico y docente de la provincia.
En estos inicios, el ejercicio de la actividad plástica de Vicente, empalma temporalmente con la conformación del campo artístico de Mendoza: la creación de las primeras instituciones de enseñanza artística: en 1933 la Academia Provincial y en 1939 la Escuela Superior de Bellas Artes; la apertura del primer Museo Provincial de Bellas Artes en 1928;  la proliferación de salones, que tiene lugar entre 1918 y 1933;  la aparición de las primeras galerías de arte, entre las que destaca la de Pedro Giménez y la habilitación de espacios destinados a la exhibición de obras, como el tradicional salón del Banco de la Provincia en calle Gutiérrez; y la creación de la Sociedad de Artistas Plásticos, filial Mendoza, en 1941, van estableciendo las condiciones y las oportunidades para que los jóvenes artistas, entre ellos Vicente, puedan desarrollar una nutrida actividad plástica.
Desde el punto de vista político y a nivel nacional, este ciclo coincide con un periodo histórico conocido como la Década Infame que tuvo lugar tras el golpe cívico-militar que derrocó al Presidente Yrigoyen. A nivel nacional y provincial, este lapso de tiempo se caracteriza por un proceso de modernización acelerado y por un retorno a las ideologías conservadoras.
En la provincia de Mendoza llega al poder el Partido Demócrata, un grupo conocido como “los gansos”, que adhiere al conservadurismo nacional y se nutre en las filas tanto de las familias oligárquicas como en las de los inmigrantes ascendidos socialmente. Imbuidos de ideas ilustradas y modernistas, creyentes fervorosos del progreso, entusiasmados por los avances tecnológicos,  intentan combinar criterios políticos pragmáticos y eficientistas con una concepción económica liberal y un concepto de cultura europeizante.
En este ambiente y desde muy joven, encontramos a Mario Vicente en plena actividad artística. Así por ejemplo, cabe destacar que en su curriculum vitae consta que se jubiló como educador a los 45 años, gracias a una ley que permitió que pudieran acceder al beneficio jubilatorio quienes tuvieran 30 años de trabajo docente, sin límite de edad. Mario Vicente había trabajado como profesor de arte desde sus 15 años y por ello obtuvo la jubilación. Paralelamente, en el diario La Libertad aparece una nota en noviembre de 1938 titulada Cuadros de un pintor de 17 años. Estos cuadros estuvieron expuestos en una muestra de los alumnos de la Academia Provincial de Bellas Artes en los salones de la Asociación de Gente de Arte y Letras “La Peña”.
No se conoce con certeza el año en que Mario Vicente ingresó a la Academia Provincial de Bellas Artes, pero Marta Gómez de Rodríguez Brito, lo menciona como uno de los egresados del año 1941 De acuerdo con lo que consta en el curriculum vitae del artista egresó como Profesor de Decoración, Dibujo y Grabado.

### Ideas estéticas y prácticas artísticas
Verónica Cremaschi, en un artículo publicado en la Revista Káñina, hace referencia al ideario estético del grupo “La Peña”, que era compartido por muchos de los docentes de la Academia Provincial y por la mayoría de los artistas locales. Según la autora, en este conjunto de ideas aparecen dos nociones centrales: en primer lugar, una marcada reticencia a las ideas más rupturistas y vanguardistas que llegaban desde Europa y se estaban instalando en Buenos Aires, y en segundo término, el amor al paisaje, el encanto por los tipos humanos regionales y el apego a las costumbres y tradiciones más características de la región. Refiriéndose a estos conceptos-eje de la década de 1930, dice Cremaschi:
“Durante estos años, se hizo patente la tensión existente entre los artistas provinciales y su relación con la capital argentina. Esta tensión oscilaba entre una necesidad de consagrarse y mostrar sus ideas en el ámbito porteño y la fuerte convicción de mantener las características que los distinguían de la capital y les otorgaban un sello particular a sus creaciones estéticas."
Al revisar los artículos de la prensa local de la época, encontramos que esta última noción se encuentra reflejada en muchos de los títulos de las obras que se exponen en las muestras o participan de los salones, como así también en las descripciones realizadas por los periodistas que escriben las notas.
Mario Vicente, artista en formación, se evidencia en esta etapa como un pintor influenciado por el pensamiento estético dominante en su círculo. Sus obras materializan sus ideas acerca del arte y sus ideas subyacen en las obras. En general, sus composiciones son pinturas de caballete que representan el paisaje local, los tipos humanos característicos y las costumbres y tradiciones propias de su terruño. No adhiere a los movimientos audaces, ni a las fórmulas arriesgadas que despuntan en la capital porteña, tampoco adopta sus lenguajes novedosos.
Muchas de estas primeras obras están perdidas. El principal responsable de su cuidado y conservación, el propio creador, no contribuyó a su mantenimiento. Entre las causas que provocaron estas pérdidas, Sonia Vicente, en el artículo citado, afirma que los cambios de ideas estéticas y de prácticas artísticas ulteriores, provocaron, por parte del artista, un rechazo y una desvalorización de estos primeros cuadros porque que ya no se identificaba con ellos.

## Etapa de participación pública. Mario Vicente grabador y muralista.
La segunda etapa en la carrera artística y profesional de Mario Vicente ocupa las dos décadas siguientes, entre 1945 y 1965 y se trata del momento en que el artista desarrolló una fecunda actividad como grabador, muralista, docente y gestor cultural, con una amplia intervención en el campo artístico de la provincia.
Este momento histórico está marcado por un desarrollo político pendular que osciló entre los gobiernos democráticos y los golpes de estado cívico-militares de corte dictatorial. A nivel nacional y entre 1946 y 1955 conduce los destinos del país Juan Domingo Perón, político y caudillo militar que implanta un régimen de corte populista. Fue derrocado por la llamada Revolución Libertadora, un golpe cívico-militar que tuvo lugar el 16 de setiembre de 1955. La vuelta a la democracia se produjo con el gobierno de Arturo Frondizi, candidato a las elecciones presidenciales por la Unión Cívica Radical Intransigente, quien a su vez fue derrocado el 28 de junio de 1966,  por otro golpe cívico-militar autodenominado Revolución Argentina.
En la provincia de Mendoza los vaivenes políticos y económicos reflejan lo que sucede a nivel nacional.
En este contexto de oscilaciones entre gobiernos elegidos por el voto popular y gobiernos de facto, Mario Vicente ejerció la docencia y llevó adelante una intensa actividad como artista.
El 6 de enero de 1949, contrajo enlace con Martha Eugenia Pagés hermana del escultor Mariano Pagés. De esta unión nacieron tres hijos: Marta, Sonia y Mario.
Como docente ocupó el cargo de profesor de Grabado en la Academia Provincial de Bellas Artes, y en diversas escuelas primarias, artísticas y nocturnas de la ciudad de Mendoza.
También participó activamente en charlas y conferencias que se proponían la divulgación de problemáticas artísticas en la comunidad mendocina.
Como profesional ejerció la función de dibujante en el Instituto de Investigaciones Económicas y Tecnológicas del Gobierno de Mendoza.
En su rol de artista realizó numerosas muestras colectivas y exposiciones individuales en la provincia de Mendoza, en otras provincias, en la capital porteña y en el vecino país de Chile.
También participó y actuó como jurado en salones y concursos. Ganó varios premios.
Intervino activamente en la Sociedad de Artistas Plásticos, filial Mendoza, ámbito en el que ocupó diversos cargos, desde miembro hasta presidente.

### Prácticas artísticas
Durante esta etapa de intensa actividad artística, docente y profesional, Mario Vicente abandonó la pintura de caballete para centrarse en el grabado y en el mural.
En este periodo se lo encuentra participando como miembro entusiasta del Club de Grabado que se formó en Mendoza, con objetivos semejantes a otros clubes tales como el Club de Grabado de Montevideo, institución dedicada a la producción y promoción del grabado. Con un programa ideológico bien definido y fuerte contenido político, el Club local funcionó entre 1955 y 1959 bajo la conducción de Luis Quesada.
También participó de la realización de dos murales pioneros en la ciudad, dirigidos ambos por artistas de Buenos Aires, el primero de ellos realizado en 1954, bajo la dirección de Juan Carlos Castagnino en la Clínica Godoy Cruz, y el segundo, liderado por Jorge A. Gnecco, y realizado junto a José Bermúdez y Luis Basilio Rosas,  en el edificio que en 1955 perteneció a la Sociedad Israelita de Crédito Mendoza, en calle Barcala 25 de ciudad, ambos realizados con las técnicas del fresco.
Posteriormente junto a José Bermúdez y a Luis Quesada, Vicente conformó el Taller de Murales, que estaba ubicado en su casa (en la calle Adolfo Calle al 174 de Dorrego). Durante la existencia de este Taller se realizaron varios de los murales más emblemáticos de la Mendoza de aquel tiempo. Entre ellos no se puede dejar de mencionar los dos paneles ubicados en el Hall de entradas de Casa de Gobierno, los bocetos pertenecen a Mario Vicente. También se hicieron los tres murales en la rotonda central de la Galería Tonsa, ubicada en el centro de la ciudad. Los bocetos pertenecen a Luis Quesada. Todos estos realizados con la técnica del cemento martelinado, una invención de Mario Vicente.
Además se concretaron otros murales con la técnica del mosaico veneciano -glasiris- entre ellos destaca uno ubicado en una estación de servicio que estaba en calle Espejo, esta desapareció años después, el mural quedó dividido en varios locales comerciales y lentamente fue tapado. También sobresale el mural Islas Malvinas en la Escuela Lucio Cicchitti, en Guaymallén, diseño de José Bermúdez.
El Taller estuvo activo entre 1957 y 1961, año en que se disolvió, sin embargo, Vicente continuó haciendo murales toda su vida.

### Ideas estéticas
Marta Traba, en su texto La Vanguardia (1960-1980) realiza una interpretación de la problemática planteada por los movimientos vanguardistas en Latinoamérica. Su investigación se centra especialmente en los procesos ocurridos entre 1960 y 1980, aunque, también, el texto se explaya en el análisis sobre lo acontecido en la región desde 1920 a 1980.
La autora observa que entre las década del ‘20 al ‘60 se desarrollan en el arte latinoamericano una serie de movimientos vanguardistas que presentan dos características básicas: la primera, un alto grado de politización y compromiso social; la segunda, ciertos rasgos particulares que implican “un salto hacia la modernización, empleando un lenguaje autónomo”. Este lenguaje autónomo distingue a los vanguardistas latinoamericanos de los movimientos europeos homónimos.
En el conjunto total de estos artistas, nuestra autora distingue dos corrientes, que si bien renuncian al arte europeo moderno, deben entenderse como opuestas entre sí.
Por una parte, están aquellos que se pronuncian por un arte no-objetual, es decir que promueven experiencias conceptuales que se alejan de la producción de objetos. Estos artistas sostienen, parodiando a Hegel, que “el arte ha muerto”. Con esto se refieren específicamente a la concepción del arte ilustrado que estaba vigente en la Europa del siglo XVIII. Los no-objetualistas realizan sus prácticas en el marco de un arte promovido desde la experimentación y tecnología norteamericanas, europeas y japonesas. Para Traba los no-objetualismos, con sus happenings y performances, realizan experiencias artísticas que constituyen ejemplos de los modos de dilapidación de la sociedad opulenta del capitalismo.
Por otra parte están otros artistas y grupos de artistas, que opinan que “el arte no ha muerto”, y producen una obra de carácter netamente objetual, aunque no tradicional, sino, antes bien, dirigida a una renovación de formas y significaciones, con lenguajes propios. Desde la perspectiva de Marta Traba, estos artistas objetualistas ejecutan una producción de resistencia, es decir, están comprometidos con las ideologías de izquierda. Su producción tampoco se centra en los géneros tradicionales europeo-modernos, como la pintura, y la escultura, sino que rescata el objeto a través de otro tipo de géneros considerados menores, como el grabado, el dibujo, la ilustración, la gráfica, las artesanías y la pintura mural. Cabe aclarar que la pintura mural es entendida como la entendían los muralistas mexicanos, es decir como una expresión no exenta de finalidad, la pintura mural tiene fines tales como la comunicación y la educación. Y todo arte con finalidad queda excluido de las artes mayores.
Dentro del debate objetualismos versus no-objetualismos, la propia autora toma partido y destaca que su postura personal, rescata y revaloriza a los objetualistas. Se posiciona junto a Damián Bayón, mientras que los no-objetualismos son defendidos por Juan Acha y Jorge Glusberg.
La obra de Mario Vicente se inscribe en la línea objetualista que procura, en el lenguaje de Marta Traba, una resistencia no sólo ideológica sino también estética. Reivindica los géneros menores, que habían sido dejados de lado por el arte culto europeo, en este caso el grabado y la pintura mural y propone un lenguaje plástico innovador.
Con respecto a su pintura mural es importante destacar que Vicente recibe y acepta el influjo ideológico y estético de diversos movimientos latinoamericanos, entre ellos del muralismo mexicano.

Respecto de la pintura mural, el artista consideraba que se trata de un género en sí misma, que requiere de estudio y de entrega como cualquier otro. Así lo manifiesta en un artículo que escribe para diario Los Andes:
“…la decoración mural es en sí misma una especialidad que requiere la dedicación, el conocimiento y la experiencia que exige cualquiera de las otras labores de la plástica, como la escultura, el grabado, la pintura de caballete, etc. Orozco para afirmar este concepto sobre la pintura mural, decía que es un arte aplicado a la arquitectura regido por leyes propias”. 
En síntesis, en el ideario del artista destacan su adhesión a los movimientos políticos de izquierda, y a las corrientes vanguardistas objetualistas que reivindican un arte con funciones prácticas. Será fiel a este ideario por el resto de sus días.

## Etapa de auto-alejamiento del ámbito artístico público: Mario Vicente artesano, artista y diseñador
La tercera y última etapa en la trayectoria de Mario Vicente se desarrolla entre 1965 y 1985, año de su muerte.
En 1965 Mario Vicente obtuvo una beca del Gobierno Provincial para viajar por Latinoamérica, especialmente México y Perú, con el objeto de estudiar el arte prehispánico. El viaje duró varios meses y marcó un antes y un después en su poética y en su vida profesional.
A su regreso, el 10 de diciembre de 1965, el artista inició un camino que lo llevaría a distanciarse de la nutrida actividad pública desarrollada hasta entonces y lentamente se fue recluyendo en su taller, mientras, cada vez con mayor frecuencia, dirigía su producción hacia una nutrida clientela privada. Así por ejemplo, para poder realizar el viaje por Latinoamérica dejó algunos cargos docentes y como ya se anticipó, en 1966, con 45 años obtuvo su jubilación en los restantes. También dejó sus prácticas como pintor, grabador, y gestor cultural.
El alejamiento le permitió dedicarse plenamente a la realización de una producción más relacionada con el diseño y realización de piezas funcionales a la arquitectura, entre las que destacan murales, columnas, chimeneas, baldosas, lámparas, puertas, mesas, apliques, etc.  Se podría decir que por entonces Mario Vicente cruzó la endeble línea que ha dividido las artes visuales del diseño y la artesanía para establecerse en un territorio estético más amplio de manera definitiva. En esta etapa y durante varios años trabajó en colaboración con su cuñado, Mario Maniero, quien le brindó su apoyo incondicional y un ponderable auxilio constante.
Es probable que la situación política del país y de la provincia influyera de manera significativa en su decisión de alejamiento del ámbito público. Dos de los más cruentos golpes militares dictatoriales de la historia argentina se sucedieron entre 1966 y 1983: los autodenominados Revolución Argentina (1966-1973) y Proceso de Reorganización Nacional (1976-1983). En el medio de ambos, entre 1973 y 1976, se produjo un breve retorno a la democracia con la vuelta del peronismo. Las dictaduras militares se caracterizaron por una marcada intolerancia ideológica, fuerte represión a las protestas de obreros y estudiantes, supresión de derechos constitucionales, persecución de la subversión y el comunismo, censura de los medios de comunicación y políticas económicas de corte neoliberal. Particularmente el Proceso de Reorganización Nacional impuso el terrorismo de Estado y fue responsable de la violación constante de los derechos humanos y de casi 30.000 desapariciones de personas.
Este ambiente de persecución ideológica y de constante vulnerabilidad de los derechos humanos y cívicos, no fue, sin duda, el más propicio para la participación pública de los artistas e intelectuales que compartían ideas de izquierda. Muchos huyeron del país y otros, como Mario Vicente, acallaron sus voces públicas y se refugiaron en sus talleres.
Sin embargo, y si bien se mantuvo alejado del ámbito artístico público, la creatividad y productividad del artista durante este período fueron permanentes.

### Ideas estéticas y prácticas artísticas
En esta etapa tanto el ideario plástico como la praxis artística de Mario Vicente, giraron en torno a dos conceptos fundamentales: en primer lugar su pronunciamiento por el objeto con función utilitaria; en segundo lugar su convencimiento de que la obra debe integrarse al contexto arquitectónico y urbanístico.
Con respecto al primero de los conceptos cabe decir que, tras haber participado de la reivindicación de las artes menores, Vicente dio un paso más para ampliar su concepto de lo estético. En efecto, como muchos de los artistas y teóricos de la estética contemporánea, no pensaba lo estético visual como relacionado exclusivamente con el lenguaje plástico formal, sino que lo extendía también a otros aspectos de un objeto , tales como la función. En otras palabras, negaba la oposición entre forma y función sostenida desde el Renacimiento por el arte europeo-moderno, y en esto fue uno de los pioneros del campo artístico mendocino. Así los límites instaurados por la tradición, entre arte, artesanía y diseño, en el pensamiento y las acciones artísticas de Vicente, fueron diluidos hasta la extinción.
Tanto en la práctica como en la teoría, Mario Vicente se movía cómodamente como artesano, como artista y como diseñador. Así, como un auténtico y experimentado artesano, realizó personalmente, o en colaboración con Mario Maniero, numerosas chimeneas, en hierro, bronce y cobre batido; en general encargos para viviendas particulares. Como artista fue autor de diversos murales, (obras únicas), cabe citar a dos de ellos ubicados en la ciudad de Mendoza, uno en la Galería San Marcos, y otro en la Galería Piazza, que fue lamentablemente tapado (considerado como antiguo por los nuevos dueños fue cubierto con placas lisas sobre las que se apoyan maniquíes que promocionan prendas de distintos negocios). Ambos encargos fueron realizados por los administradores de las citadas galerías. Como diseñador, realiza, por ejemplo, bocetos de módulos que permiten decorar paredes, en conjunción con la fábrica de baldosas Parma, ubicada en Villanueva, dentro del Gran Mendoza, que se ocupaba de la fabricación y venta de los mismos.

En concordancia con esta reivindicación de la función práctica, estaba en el ideario de Vicente la convicción de que la obra debe estar en consonancia con el entorno arquitectónico y urbano. Esto se puede observar con claridad en sus murales, como así también en las puertas, columnas y chimeneas que realizó. Así lo afirma Grisel Maldonado, y refiriéndose al mural del Colegio Universitario Central de la ciudad de Mendoza, dice:
“El mural monumental se une perfectamente a la arquitectura por medio de la majestuosa sencillez y esquematización de las formas del edificio.”
Otra característica importante en la obra de Vicente en esta etapa es sin duda el impacto que las tradiciones indígenas precolombinas deja en su lenguaje plástico. Su producción apela a las formas zoomorfas con claras reminiscencias al mundo prehispánico de manera constante, pero siempre con una poética particular, propia y muy característica. 

Como síntesis, se puede afirmar que las obras realizadas en este período presentan algunas características similares que Maldonado resume de la siguiente manera:
“…incorporación de elementos simbólicos de la cultura precolombina, combinación de diversas texturas y materiales, variaciones sobre figuras geométricas, paleta de colores relacionadas con la temática que se aborda, trabajo de manufactura artesanal muy cuidada y uso considerable de materiales no valorados como nobles” 

## Últimos años
Mario Vicente pasó sus últimos años entre la ciudad de Mendoza y su casa de campo ubicada en Colonia Las Rosas, en el departamento de Tunuyán, Mendoza. Allí realizó numerosos trabajos para la comunidad tunuyanina.
Murió el 7 de enero de 1985, tras sufrir una enfermedad cardíaca.